# Alviano
Pour les articles homonymes, voir Alviano (homonymie).
Alviano est une commune italienne de la province de Terni en Ombrie

## Économie
L'économie de la commune est liée à la production d'un vin blanc sec faisant partie de la DOC Orvieto.

## Administration
| Période                                  | Période  | Identité            | Étiquette | Qualité |
| ---------------------------------------- | -------- | ------------------- | --------- | ------- |
| 13 juin 2004                             | En cours | Nazario Sauro Santi |           |         |
| Les données manquantes sont à compléter. |          |                     |           |         |

### Communes limitrophes
Amelia, Civitella d'Agliano (VT), Graffignano (VT), Guardea, Lugnano in Teverina